# Taxiförarlegitimation
Taxiförarlegitimation är i Sverige ett kort som visar att innehavaren får köra taxi. Vid taxiresa ska taxiförarlegitimationen alltid vara synligt placerad i bilen.
För att få taxiförarlegitimation måste man ha fyllt 21 år och haft körkort med B-behörighet i minst 2 år eller inneha behörighet D, avlägga teoriprov och körprov hos Trafikverket samt klara en läkarundersökning. Det finns dock vissa undantag gällande åldersgränsen för Taxiförarlegitimation.
Teorin består av tre delprov som handlar om kartläsning, säkerhet & beteende samt lagstiftning.
Man måste också bli godkänd i Transportstyrelsens vandelsprövning.
Att köra taxi i Stockholms län kräver inte längre att man klarar ett test om lokalkännedom.